# Торея найрозгалуженіша
Торея найрозгалуженіша (Thorea ramosissima) — вид червоних водоростей родини тореєві (Thoreaceae).

## Поширення
Вид поширений у прісних водоймах Європи, Азії та Північної Америки. В Україні рідкісний вид, спорадично трапляється по всій території країни.

## Опис
Багатоклітинна прісноводна водорость. Слань 10-15 (рідше - до 100) см завдовжки, рясно і багаторазово розгалужена, чорно-зелена (в сухому стані - пурпурно-фіолетова). Центральна частина слані (вісь) складається з пучка густо переплетених ниток. Корний шар утворюється асиміляційними, слабо розгалуженими в нижній частині нитками. Органи безстатевого розмноження (моноспорангії) виникають з кінцевих клітин корних ниток.

## Екологія
Зустрічається на глибині до 3 м. Мешкає на каменях в річках, а також канавах з проточною водою. Індикатор вод, бідних елементами мінерального живлення. Розмноження безстатеве (за допомогою моноспорангіїв) і статеве.

## Охорона
Вид занесений до Червоної книги України зі статусом «Рідкісний». Охороняється у Канівському природному заповіднику. Збереженню виду загрожує забруднення річок.